# Pioneer 4
Pioneer 4 was een onbemande Amerikaanse ruimtevlucht uit 1959. Missiedoel was de Maan. Deze vlucht slaagde slechts ten dele. Wel was dit het eerste Amerikaanse ruimtevaartuig dat de ontsnappingssnelheid bereikte en zo de directe omgeving van de Aarde verliet.

## Onderlinge strijd
De eerste vijf jaar van het ruimtevaarttijdperk (1957-1962) stonden in het teken van het scoren van primeurs. De Russen scoorden die in deze beginperiode doorlopend. In deze beginjaren van de ruimtevaart heerste echter grote wedijver tussen de diverse Amerikaanse krijgsmachtonderdelen. Het leger, de marine en de luchtmacht probeerden ieder voor zich het wiel uit te vinden in plaats van hun gezamenlijke expertise aan te wenden. De gevolgen bleven dan ook niet uit. Meerdere Amerikaanse lanceringen mislukten. In de door de Koude Oorlog veroorzaakte ruimterace was de Sovjet-Unie de lachende derde. Zij zette de VS te kijk als land dat technologisch achter de feiten aanliep.
De inefficiënte werkwijze van Amerika leidde tot ingrijpen door het Witte Huis. President Eisenhower besloot de krachten te bundelen in een nieuw op te richten organisatie, het Nationale Bureau voor Lucht- en Ruimtevaart. Die kreeg de ontwikkeling van raketten en kunstmanen als taak. Op 16 juli 1958 keurde het Amerikaans Congres de oprichtingswet hiertoe goed, die Eisenhower op 29 juli tekende. De National Aeronautics and Space Administration (NASA) ving op 1 oktober aan met haar werkzaamheden.
Zowel het leger als luchtmacht kreeg in 1958 echter toestemming om twee resp. drie maansondes te bouwen. De luchtmacht koos TRW om Pioneer 0, Pioneer 1 en 2 te bouwen; deze sondes mislukten. Het leger verkoos JPL voor Pioneer 3 en 4, maar het vierde maanschot haalde evenmin het beoogde missiedoel. Wel leverde het trio beperkte gegevens omtrent de omvang van de Van Allen-gordels aan en verrichtte de eerste metingen van het interplanetair magnetisch veld.

## Opbouw
Pioneer 4 had een kegelvorm, met aan de basis een diameter van 23 cm en een hoogte van 51 cm. Het toestel had een massa van 6,1 kg. De met een goudlaag gecoate (voor elektrische geleiding) glasvezel kegel was voorzien van strepen witte verf, om de interne temperatuur tussen 10 en 50 °C te houden. Aan de onderzijde was een ring kwikbatterijen bevestigd die elektriciteit leverden. Bovenaan stak een kleine staaf uit, die in combinatie met de kegel als antenne fungeerde. Uit het midden van de ring stak een foto-elektrische sensor, voorzien van twee fotocellen. Door de maan teruggekaatst zonlicht zou deze cellen op een afstand van 24.135 à 32.000 km van de maan activeren. Binnen bevonden zich twee geigertellers en zendapparatuur. De zender woog 500 gram, had een effectief vermogen van 0,18 W en zond uit op een golflengte van 960,05 MHz.
Daarnaast beschikte Pioneer 4 over twee kleine gewichten van elk 7 gram, bevestigd aan 150 cm lange draden. De oorspronkelijke rotatiesnelheid van 400 omwentelingen per minuut werd hiermee teruggebracht tot 6 omwentelingen per minuut. Middels een hydraulische tijdklok schoven deze tien uur na lancering uit naar het uiteinde van de draden; zowel draden als gewichten werden vervolgens afgestoten.

## Missieverloop
De Pioneer 4 werd gelanceerd op 3 maart 1959 met een Juno 2 draagraket vanaf lanceercomplex 5 te Cape Canaveral. De Juno 2 was een aangepaste Jupiter in gebruik bij het leger. De lancering verliep problematisch. De tweede trap (Sergeant) op vaste brandstof functioneerde een seconde langer dan gepland. Weliswaar slaagde Pioneer 4 er in om aan de aantrekkingskracht van de Aarde te ontsnappen, maar het vaartuig zat niet in de juiste baan. De afstand tot de maan bij aankomst verdubbelde hierdoor. Op 4 maart 1959 om 10.25 uur UTC vloog Pioneer 4 de maan op een afstand van 59.545 km voorbij. Daardoor viel er te weinig licht op de fotocellen. Wel zond Pioneer 4 belangrijke gegevens over de Van Allen-gordels door, maar de verkenner merkte geen stralingsgordel rond de maan op. Bovendien deed men ervaring op met het volgen van sondes op grote afstand. Ten slotte ging op 6 maart, na een vluchtduur van 82 uur, het contact op een afstand van 655.000 km verloren. Toentertijd gold deze afstand als record. Pioneer 4 bereikte als eerste Amerikaanse sonde een heliocentrische baan.
Samen met de Russische Loena 1, 2 en 3 toonde Pioneer 4 het bestaan van de zonnewind aan, die Kristian Birkeland al in 1896 had geopperd als mogelijke oorzaak van het poollicht. Pioneer 4 draait momenteel om de zon met een omlooptijd van 398 dagen met een perihelium van 0,98 AE en een aphelium van 1,13 AE, bij een inclinatie van 29,9° en een excentriciteit van 0,07109.
0 · 1 · 2 · 3 · 4 · P-3 · 5 · P-30 · P-31 · 6, 7, 8 en 9 · 10 · 11 · Venus 1 · Venus 2